# Drymoreomys albimaculatus
Drymoreomys é um gênero de roedor da tribo Oryzomyini que habita a Mata Atlântica do Brasil. A única espécie, Drymoreomys albimaculatus, é conhecida apenas nos estados de São Paulo e Santa Catarina. Foi formalmente descrita em 2011. Vive em florestas úmidas nas encostas orientais da Serra do Mar e possivelmente se reproduz ao longo de todo o ano. Embora sua distribuição seja relativamente ampla e inclua algumas áreas protegidas, ela é fragmentada e ameaçada, sendo recomendada pelos descobridores a classificação como "Quase Ameaçado" na Lista Vermelha da IUCN. Dentro da tribo Oryzomyini, Drymoreomys parece estar mais próximo de Eremoryzomys, do Andes do Peru, uma relação biogeográfica incomum, já que as duas populações estão amplamente separadas e cada uma é adaptada a ambientes áridos ou úmidos.
Com uma massa corporal de 44-64g, Drymoreomys é um roedor de tamanho médio, com pelagem longa, de cor laranja a avermelhada-acinzentada na parte superior e cinzenta com manchas brancas na parte inferior. As almofadas das patas traseiras são muito desenvolvidas, e há pelos marrons na parte superior dos pés. A cauda é marrom em ambas as faces. A parte frontal do crânio é relativamente longa, e as cristas no encéfalo são fracas. O palato é curto, com sua margem posterior entre os terceiros molares. Algumas características dos órgãos genitais são exclusivas entre os roedores oryzomyines.

## Taxonomia
Drymoreomys foi registrado pela primeira vez em 1992 por Meika Mustrangi no estado de São Paulo. No entanto, o animal só foi formalmente descrito em 2011, quando Alexandre Percequillo e colegas o nomearam como um novo gênero e espécie dentro da tribo Oryzomyini: D. albimaculatus. O nome genérico, Drymoreomys, combina os termos gregos δρυμός (drymos), que significa "floresta", ὄρειος (oreios), que significa "habitante de montanha", e μῦς (mys), que significa "rato". O nome reflete sua ocorrência em florestas montanhosas. O nome específico, albimaculatus, deriva do latim albus, que significa "branco", e maculatus, que significa "manchado", referindo-se às manchas brancas na pelagem do animal. Percequillo e colegas observaram pouca variação geográfica entre amostras de Drymoreomys, embora algumas características variem em frequência entre populações dos estados de São Paulo e Santa Catarina.
De acordo com uma análise filogenética baseada em evidências de morfologia, o gene nuclear IRBP [en] e o gene mitocondrial citocromo b, D. albimaculatus é mais próximo de Eremoryzomys polius, um oryzomyine do norte do Peru e a única espécie do gênero Eremoryzomys. Juntos, Drymoreomys e Eremoryzomys pertencem ao clado D de Marcelo Weksler, um dos quatro principais clados dentro de Oryzomyini. Alguns estudos posteriores não confirmaram a relação entre o clado Drymoreomys–Eremoryzomys e o restante do clado D, provavelmente devido à saturação [en] do sinal filogenético nos dados mitocondriais. A tribo Oryzomyini inclui mais de cem espécies distribuídas principalmente na América do Sul, incluindo ilhas próximas, como as Ilhas Galápagos e algumas das Antilhas. É uma das várias tribos reconhecidas na subfamília Sigmodontinae, que abrange centenas de espécies encontradas na América do Sul e no sul da América do Norte. A Sigmodontinae é a maior subfamília da família Cricetidae, que também inclui vôos [en], lêmingues, hamsteres e ratos-cervos, principalmente da Eurásia e América do Norte.

## Descrição

### Morfologia externa
Drymoreomys albimaculatus é um roedor de tamanho médio, com cauda longa, orelhas curtas e patas curtas. É bastante distinto de outros oryzomyines e possui várias características únicas. Em 11 adultos do Parque Natural Municipal Nascentes do Garcia, em Santa Catarina, o comprimento da cabeça e corpo variou de 122 a 139 mm, o comprimento da cauda de 140 a 175 mm, o comprimento da pata traseira de 25,8 a 30,5 mm, o comprimento da orelha de 16 a 22 mm, e a massa corporal de 44 a 64 g. A pelagem é longa e densa, composta por subpelos finos, curtos e lanudos, e pelos superiores longos e grossos. No geral, a pelagem das partes superiores é laranja a avermelhada-acinzentada. No Eremoryzomys, as partes superiores são acinzentadas. Os pelos do subpelo, com 12 a 14 mm de comprimento, são acinzentados na maior parte e laranja ou marrons na ponta. Nos pelos superiores, os pelos de cobertura, que formam a maior parte da pelagem, têm 14 a 17 mm de comprimento, são marrons na ponta com uma faixa laranja abaixo. Os pelos de guarda [en], mais longos e esparsos, são vermelhos a marrons-escuros na metade próxima à ponta e têm 17 a 21 mm de comprimento. As laterais são marrom-avermelhadas. Nas partes inferiores, os pelos são acinzentados na base e brancos na ponta, exceto na garganta, peito e, em alguns espécimes, na virilha, onde são inteiramente brancos — uma característica única entre os oryzomyines. No geral, as partes inferiores são acinzentadas, com manchas brancas onde os pelos são completamente brancos.
As orelhas pequenas e arredondadas são cobertas por pelos dourados densos na superfície externa e por pelos marrom-avermelhados na superfície interna. As vibrissas místicas (bigodes na região superior do focinho) são longas, geralmente se estendendo um pouco além das orelhas quando dobradas para trás, mas as vibrissas supraciliares (bigodes acima dos olhos) são curtas e não ultrapassam as orelhas. A superfície superior das patas dianteiras é coberta por pelos marrons, com pelos brancos ou prateados nos dígitos. Tufos ungueais [en] (pelos ao redor das bases das garras) estão presentes nos segundo a quarto dígitos. Nas patas traseiras curtas e relativamente largas, a parte superior é densamente coberta por pelos prateados a brancos próximos às pontas dos pés e dedos, e por pelos marrons em outras áreas. Nenhum outro oryzomyine apresenta pelos marrons nas patas traseiras. Os segundo a quarto dígitos têm tufos ungueais prateados-brancos longos, mas os do primeiro dígito são curtos. Na sola, as almofadas são muito grandes. Entre os oryzomyines, apenas Oecomys e o extinto Megalomys têm almofadas igualmente grandes entre os dígitos. Há uma densa cobertura de pelos marrons curtos nas superfícies superior e inferior da cauda. Diferentemente do Eremoryzomys, a cauda tem a mesma cor nas faces superior e inferior. A cauda termina em um tufo, uma característica incomum entre os oryzomyines.

### Crânio
No crânio, o rostro (parte frontal) é relativamente longo. Os ossos nasal e pré-maxilar se projetam à frente dos incisivos, formando um tubo rostral, característica compartilhada entre os oryzomyines apenas com Handleyomys. A entalhe zigomático [en] (uma reentrância formada por uma projeção na frente da placa zigomática, uma placa óssea na lateral do crânio) é rasa. A região interorbital [en] (entre os olhos) é estreita e longa, com a parte mais estreita voltada para a frente. As cristas na região interorbital e no encéfalo são pouco desenvolvidas. O Eremoryzomys apresenta cristas mais pronunciadas na região interorbital.
Os forames incisivos [en] (aberturas na parte frontal do palato) são longos, às vezes se estendendo até entre os primeiros molares (M1). O palato ósseo é largo e curto, com a margem posterior entre os terceiros molares (M3). Nephelomys levipes é o único outro oryzomyine com um palato tão curto, embora o de E. polius seja apenas ligeiramente mais longo. Os poços palatais posterolaterais [en] (aberturas na parte posterior do palato próximas ao M3) variam de pequenos a relativamente grandes e estão localizados em ligeiras fossas [en] (depressões). No Eremoryzomys, essas fossas são mais profundas. O teto da fossa mesopterigoide, a abertura atrás do palato, é completamente fechado ou contém pequenas vacuidades esfenopalatinas [en]. As vacuidades são muito maiores no Eremoryzomys. O suporte alisfenóide [en], uma peça óssea que separa dois forames, está presente em todos os espécimes de Drymoreomys examinados, exceto em um indivíduo jovem.
A mandíbula (maxilar inferior) é longa e baixa. O processo coronóide [en], o mais anterior dos três principais processos (projeções) na parte posterior do osso da mandíbula, é grande e tão alto quanto o processo condilar atrás dele. O  processo angular, abaixo do condilar, é relativamente curto e não se estende mais para trás que o condilar. Não há um processo capsular [en] perceptível (uma elevação na parte posterior da mandíbula que abriga a raiz do incisivo inferior).

### Dentition
Os incisivos superiores são opistodontes [en] (com a superfície de corte orientada para trás) e possuem esmalte laranja a amarelo. As fileiras de molares superiores são quase paralelas ou ligeiramente convergentes em direção à frente. Holochilus e Lundomys são os únicos outros oryzomyines com fileiras de molares não paralelas. Os vales entre as cúspides dos molares superiores que se estendem dos lados interno e externo se sobrepõem ligeiramente ao longo da linha média dos dentes. Os molares têm cúspides altas, quase hipsodontes. No M1, o anterocone [en] (cúspide frontal) é dividido em duas cúspides nas faces lingual (interna, voltada para a língua) e labial (externa, voltada para os lábios) dos dentes. O mesoloph, uma crista perto do meio da face labial do dente, é longo e bem desenvolvido em cada um dos três molares superiores. Nos molares inferiores (m1 a m3), as cúspides na face labial estão ligeiramente à frente de suas contrapartes linguais. O anteroconid, a cúspide frontal no m1, é dividido em dois. O m1, m2 e geralmente o m3 possuem um mesolophid, uma crista correspondente ao mesoloph, mas localizada na face lingual. Cada um dos molares inferiores tem duas raízes.

### Outras características anatômicas
Há 12 costelas, 19 vértebras toracolombares (tórax e abdômen), quatro vértebras sacrais e 36 a 38 vértebras caudais (cauda). No pênis, há três dígitos na ponta, sendo o central o maior. Os dois dígitos laterais não são suportados por montes do báculo (osso do pênis). Há apenas uma espinha na papila (projeção semelhante a um mamilo) na face superior do pênis. No processo uretral, localizado no cratera na extremidade do pênis, há um processo carnoso lateral, o lóbulo lateral. As glândulas prepuciais (glândulas à frente dos genitais) são grandes. A ausência de montes baculares laterais, a presença de um lóbulo lateral e o tamanho das glândulas prepuciais são características únicas entre os oryzomyines.

### Cariótipo
O cariótipo de D. albimaculatus é 2n=62, FN=62: o animal possui 62 cromossomos, com 29 pares de autossomos acrocêntricos (com um braço tão curto que é quase invisível) e um par pequeno metacêntrico (com dois braços de igual comprimento). Ambos os cromossomos sexuais são submetacêntricos (com um braço visivelmente mais longo que o outro), e o X é maior que o Y. Blocos de heterocromatina estão presentes em todos os autossomos e no braço longo do Y. Sequências teloméricas são encontradas próximas aos centrômeros dos cromossomos sexuais. Aspectos desse cariótipo — com um alto número de cromossomos acrocêntricos e a presença de heterocromatina no cromossomo Y — são consistentes com o padrão observado em outros oryzomyines. No entanto, nenhum outro oryzomyine tem exatamente o mesmo cariótipo que D. albimaculatus. Outras espécies no clado D têm menos cromossomos, chegando a 16 em Nectomys palmipes, embora o cariótipo de Eremoryzomys polius seja desconhecido. Isso sugere uma tendência evolutiva de redução no número de cromossomos dentro do clado.

## Distribuição e ecologia

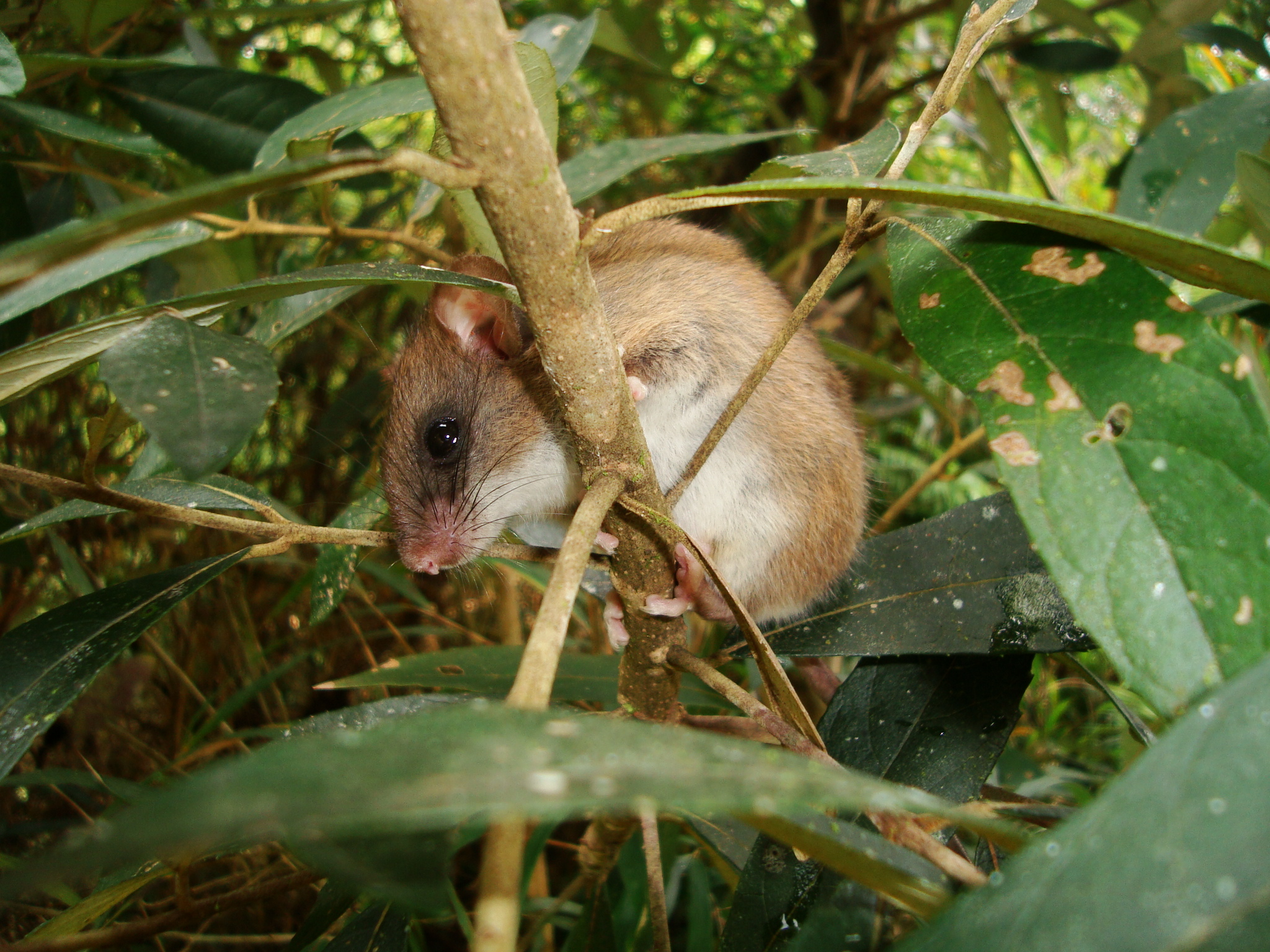
Algumas características morfológicas em Drymoreomys sugerem que é arborícola.

Drymoreomys albimaculatus ocorre na Mata Atlântica nas encostas orientais da Serra do Mar, nos estados brasileiros de São Paulo e Santa Catarina, a 650 a 1,200 m acima do nível do mar. Não foi encontrado no estado intermediário do Paraná, mas é provável que ocorra lá. O padrão biogeográfico indicado pela relação entre Drymoreomys e o Eremoryzomys andino é incomum. Embora existam alguns casos semelhantes de relações entre animais dos Andes e da Mata Atlântica, esses envolvem habitantes de florestas úmidas nos Andes; o Eremoryzomys, por outro lado, vive em uma área árida.
D. albimaculatus parece ser um especialista em florestas densas, úmidas, montanas e pré-montanas. Foi encontrado em florestas perturbadas e secundárias, bem como em florestas pristine, mas provavelmente necessita de florestas contínuas para sobreviver. Atividade reprodutiva foi observada em fêmeas em junho, novembro e dezembro, e em machos em dezembro, sugerindo que a espécie se reproduz ao longo de todo o ano. Embora algumas de suas características morfológicas, como as almofadas muito grandes, sugiram hábitos arborícolas (vida nas árvores), a maioria dos espécimes foi coletada em armadilhas de queda [en] no solo.

## Estado de conservação
A distribuição de Drymoreomys albimaculatus é relativamente ampla e a espécie ocorre em várias áreas protegidas, mas foi encontrada em apenas sete localidades, e seu habitat é ameaçado por desmatamento e fragmentação. Portanto, Percequillo e colegas sugerem que a espécie seja classificada como "Quase Ameaçado" segundo os critérios da Lista Vermelha da IUCN.